# Age of Empires II: HD Edition
Age of Empires II: HD Edition, còn gọi là Age of Empires II (2013), là một game chiến lược thời gian thực do hãng Hidden Path Entertainment phát triển và Microsoft Studios phát hành. Đây là một bản HD remaster của bản gốc, Age of Empires II: The Age of Kings. Game đi kèm với đồ họa được cải thiện, hỗ trợ màn hình rộng cũng như các tùy chọn chơi mạng mới thông qua Steam. Trò chơi được phát hành trên toàn thế giới vào ngày 9 tháng 4 năm 2013.

## Đón nhận
Age of Empires II: HD Edition nhận được nhiều ý kiến trái chiều với trang web tổng hợp kết quả đánh giá Metacritic cho 68/100 điểm dựa trên đánh giá từ 20 nhà phê bình. Giới phê bình đều đồng ý rằng bản HD Edition này thay đổi rất ít so với phiên bản gốc. Daniel Starkey của Destructoid nói thêm rằng việc miễn cưỡng thay đổi các tính năng của trò chơi khuyến khích "một phong cách chơi hung hăng và ám ảnh hơn nhiều". Ông nhấn mạnh thực tế là nhiều vấn đề khi cố gắng chạy phiên bản gốc trên máy tính hiện đại đã biến mất và gọi khả năng tương thích của nó với Workshop của Steam là "một phần thưởng tuyệt vời".
Paul Dean của Eurogamer thì ít khoan dung hơn; dù ông đồng ý rằng khả năng tương thích Workshop là một bổ sung tốt và ca ngợi những người chơi trong cộng đồng trực tuyến là "bình tĩnh và thân thiện đáng kể", ông nghĩ rằng trò chơi nên được cập nhật nhiều hơn, với lý do "phần chiến dịch nhàm chán" và cơ chế chơi game lỗi thời: "Nó chỉ không chơi rất tốt, và sai sót của nó là trắng trợn hơn bao giờ hết". Nhấn mạnh những lời chỉ trích của ông về việc thiếu những thay đổi quan trọng đối với trò chơi, ông mô tả nó là "một viên nang cũ kỹ có thể sẽ làm hỏng ký ức của bạn về bản gốc".

## Bản mở rộng

### Age of Empires II HD: The Forgotten
Vào tháng 8 năm 2013, một bản mở rộng đã được công bố cho Age of Empires II HD, mang tên The Forgotten. Phiên bản này dựa trên bản mở rộng do người hâm mộ tạo ra, The Forgotten Empires. The Forgotten giới thiệu năm nền văn minh mới: Ý, Ấn Độ, Slav, Magyar, và Inca. Phiên bản này bao gồm các bản đồ, chiến dịch, đơn vị quân mới, mục chơi mới, tăng giới hạn dân số từ 200 đến 500  và nhiều điều chỉnh về tính cân bằng và lối chơi trong game.

### Age of Empires II HD: The African Kingdoms
Bản mở rộng thứ hai cho Age of Empires II HD được công bố vào ngày 9 tháng 4 năm 2015 và được phát hành vào ngày 5 tháng 11 năm 2015. The African Kingdoms giới thiệu bốn nền văn minh mới: Berber, Ethiopia, Mali, và Bồ Đào Nha. Phiên bản này bao gồm các bản đồ, chiến dịch (Sundjata, Francisco de Almeida, Yodit và Tariq ibn Ziyad), và đơn vị quân mới, một mục chơi mới, và nhiều điều chỉnh về tính cân bằng và lối chơi trong game.

### Age of Empires II HD: Rise of the Rajas
Rise of the Rajas được phát hành ngày 19 tháng 12 năm 2016. Phiên bản này lấy bối cảnh ở Đông Nam Á, và thêm vào bốn nền văn minh (Miến Điện, Mã Lai, Khmer và Việt Nam; mỗi nền văn minh có chiến dịch diễn ra bằng chất giọng hoàn toàn của riêng mình: Bayinnaung, Suryavarman I, Gajah Mada và Lê Lợi) cũng như một loại bản đồ mới với môi trường, đơn vị, AI cải tiến và nhiều hơn nữa.